# Phi Fa
Phi Fa was de koning van Sawa van ? - 1343. Zijn officiële naam en titel: Somdetch Brhat-Anya Phya Vath Rajadharani Sri Sudhana. Zijn naam was Yak-fa maar hij werd door zijn vader later Phi Fa genoemd wat de duivel betekent. Hij werd door zijn vader Luang Ngum in ? verdreven omdat hij incest had gepleegd met zijn stiefmoeder Nang Kamnan. Hij volgde zijn vader op na diens dood als koning. Hij stierf in 1343. Zijn broer Kham Hiao volgde hem op. Hij had 2 zoons en 2 dochters, waaronder:
- Prins (Chao Fa) Kamareava (Kamreo).
- Prins (Chao Fa) Naguna (Ngun) - De latere eerste koning van Lan Xang, Fa Ngum.